# ルイス・ミレット
ルイス・リー・ミレット・シニア（Lewis Lee Millett Sr., 1920年12月15日 - 2009年11月14日）は、アメリカ合衆国の軍人。朝鮮戦争の際、アメリカ陸軍の歴史における最後の大規模な銃剣突撃を指揮した事で知られる。名誉勲章受章者。最終階級は大佐。

## 経歴
1920年、ミシガン州メカニックフォールズに生まれる。両親が離婚して母に引き取られた後はマサチューセッツ州サウスダートマスに引っ越して母の再婚相手と共に暮らした。ミレットの祖父は南北戦争に従軍した退役軍人で、また叔父もマサチューセッツ陸軍州兵第101野戦砲兵連隊の一員として第一次世界大戦に従軍した経験があった。

### 第二次世界大戦
1938年、ダートマスの高校に通いながらマサチューセッツ陸軍州兵に入隊し、かつて叔父が務めた第101連隊に配属される。1940年、陸軍航空隊に入隊し、銃手学校に入校した。やがて第二次世界大戦にアメリカが参戦しないであろうという噂が囁かれ始め、戦いを熱望していたミレットは1941年半ばに軍を脱走した。そして不行跡除隊処分により海兵隊を追われていた友人と共にカナダへ向かい、カナダ陸軍に入隊した。王立カナダ砲兵連隊に配属されたミレットはイギリス本土へ送られ、いわゆるザ・ブリッツの際にはロンドンにて防空レーダー手として勤務していた。その頃には既にアメリカも第二次世界大戦に参戦しており、ミレットは1942年にアメリカへと送り返され改めてアメリカ陸軍に入隊した。
アメリカ陸軍第1機甲師団第27装甲野戦砲兵連隊に配属されたミレットは、対戦車砲の射手としてチュニジアに派遣された。チュニジア戦線での戦闘中、彼は弾薬を満載したまま被弾炎上し今にも爆発しそうになっていたハーフトラックを運転して友軍から遠ざけ、自らも爆発寸前に飛び降りた。この行動で多くの兵士を救ったとして銀星章を受章している。また、その後の別の戦いではハーフトラックの銃座を用いてBf109戦闘機を撃墜している。
ミレットは軍曹(Sergeant)の階級でサレルノ上陸（アヴァランチ作戦）およびアンツィオの戦いに参加した。この頃になって1941年の脱走が発覚する。ミレットは軍法会議で有罪判決を受け、罰金52米ドルの支払いと休暇の取り消しが言い渡されている。翌週、彼は少尉（second lieutenant）への野戦昇進を果たした。

### 朝鮮戦争

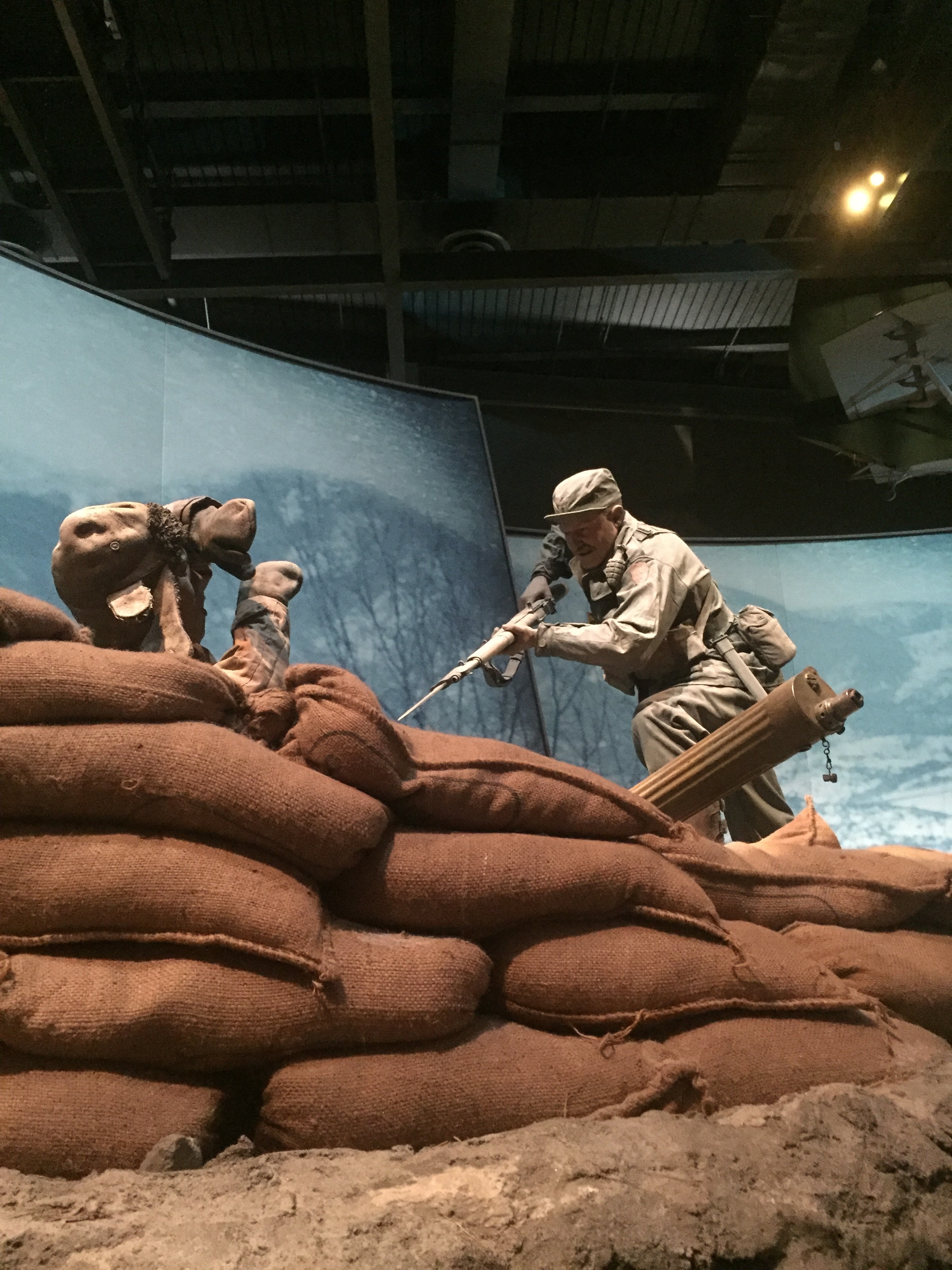
ミレットによる銃剣突撃を再現したジオラマ。フォート・ベニング内にある陸軍歩兵博物館の展示品

終戦後、彼は朝鮮戦争に伴う再招集を受けるまでに3年間ベイツ大学に通った。
1951年2月7日、ミレット大尉は朝鮮半島にて第27歩兵連隊第2大隊E中隊長を務めていた。E中隊はSoam-Ni付近に展開し、共産軍が占領した第180高地（現在、烏山空軍基地が設置されている地点）への攻撃に参加していた。ある小隊が激しい銃撃で釘付けにされているのを見たミレットは別の小隊と共にその小隊に合流した。そしてミレットは2個小隊を自ら率い、第180高地に対する銃剣突撃を敢行したのである。彼らはそのまま第180高地を駆け上がり、頂上にいた敵軍に撤退を強いた。突撃の最中、ミレットは手榴弾片で負傷したものの、一帯が確保されるまで後送を拒み続けた。陸軍戦史家S・L・A・マーシャルはミレットの突撃を指して「アメリカ兵によるものとしては、コールドハーバー以来の完璧な銃剣突撃である」と評した。この突撃により殺害された共産軍の将兵はおよそ50名で、そのうち20人が銃剣の刺突によって死亡していた。この後、第180高地は銃剣高地（Bayonet Hill）と通称されるようになった。
この銃剣突撃による戦功の為、ミレットは名誉勲章を受章した。1951年7月、ハリー・S・トルーマン大統領より正式に勲章の授与が行われた。彼はまた、1951年2月に行った別の銃剣突撃についても殊勲十字章を受章している。

### ベトナム戦争
朝鮮戦争休戦後、ミレットはジョージア州フォート・ベニングにあるレンジャー学校に出席した。その後は第101空挺師団付情報将校を経て、ベトナム戦争ではフェニックス計画（ベトコンのシンパ根絶を目的とした計画）における軍事顧問を務めた。また、偵察強襲学校（Recondo School）の創設にも協力し、ベトナムにおいて小規模なレコンド部隊の編成および訓練を行っていた。1960年代半ば、ミレットはマサチューセッツ州フォート・デヴェンズに設置されていた陸軍保安局にて訓練センター長を務めた。また1960年代のうちにミズーリ州のパーク大学から学士号（Bachelor's degree）を得ている。
1973年、大佐として陸軍を退役する。退役の理由について、ベトナム戦争におけるアメリカが非常に「大人しく」（quit）思えた為だと後に語っている。

### 退役後
陸軍退役後、ミレットはテネシー州トレントンにて副保安官（deputy sheriff）を務めた。副保安官退職後はカリフォルニア州アイディルワイルドに移り、死去するまでそこに暮らした。彼はリバーサイド郡など州内各郡で催される退役軍人の集会にしばしば出席した。
ミレットは2度結婚しており、1度目は離婚に終わっている。1951年の名誉勲章授章式典にて、ミレットは2人目の妻となるウィノラ・ウィリアムズ（Winona Williams）と出会った。2人はその後結婚し、4人の子供をもうけた。ウィノラは1993年に死去した。息子の1人、ジョン・ミレットは陸軍に入隊して2等軍曹（Staff sergeant）まで昇進したが、1985年にシナイ半島での平和維持任務を終えて帰国する途中、航空機の墜落事故（アロー航空1285便墜落事故）に巻き込まれ死去した。
2009年11月14日、ルイス・ミレットはうっ血性心不全により死去した。彼は死去の4日前から、カリフォルニア州ロマリンダのジェリー・L・ペティス記念退役軍人医療センター（Jerry L. Pettis Memorial VA Medical Center）に入院していた。晩年は糖尿病を始めとする様々な健康障害に苦しめられていた。葬儀は2009年12月5日にリバーサイド国立墓地にて行われた。

## 受章等
ミレットはアメリカ軍人として、名誉勲章、殊勲十字章、銀星章、2つのレジオン・オブ・メリット、3つの銅星章、4つの名誉戦傷章、3つのエア・メダルを受章している。

### 名誉勲章
ミレットに授与された名誉勲章の勲記には、次のように記されている。

## その他の名誉
彼が銃剣突撃を敢行した第180高地は、現在烏山空軍基地の一部となっている。同基地の滑走路の1つは彼の名に因み「ミレット滑走路」(Millett Road)と呼ばれている。
1999年の退役軍人の日、彼はパーム・スプリングス・ウォーク・オブ・スターズに名を連ねた。
2009年、カリフォルニア州サンジャシントでは、新しい公園の名前に彼の名が使われた。